# Trematocara unimaculatum
Trematocara unimaculatum es una especie de pez de la familia Cichlidae en el orden de los Perciformes.

## Morfología
Los machos pueden llegar alcanzar los 15 cm de longitud total.

## Distribución geográfica
Se encuentran en el lago Tanganika, en África oriental.